# Pseudovipio corsicus
Pseudovipio corsicus är en stekelart som först beskrevs av Marshall 1897.  Pseudovipio corsicus ingår i släktet Pseudovipio och familjen bracksteklar. Inga underarter finns listade i Catalogue of Life.